# Futbol'ny Klub Dynama Brėst
Il Futbol'ny Klub Dynama Brėst (Футбольны Клуб «Дынама» Брэст), meglio noto come Dinamo Brest, è una società calcistica bielorussa con sede nella città di Brėst. Milita nella Vyšėjšaja Liha, la massima divisione del campionato bielorusso di calcio.
Ha vinto un campionato bielorusso, nel 2019, 3 Coppe di Bielorussia e 3 Supercoppe di Bielorussia.

## Storia
Il club fu fondato nel 1960 con il nome di Spartak Brest e si unì alla Classe B sovietica (seconda divisione del campionato sovietico di calcio) nello stesso anno. Nel 1962 retrocesse a causa della riorganizzazione della lega. Nel 1964 e nel 1967 sfiorò la promozione in massima divisione, ma perse la fase finale in ambo le occasioni. Nel 1969 riuscì a ottenere la promozione, ma nel 1970 retrocesse di nuovo, stavolta in terza serie, per via di una nuova ristrutturazione del campionato. Nel 1972 la squadra fu ridenominata Bug Brest e nel 1976 in Dinamo Brest. Fino al 1991 partecipò alla terza divisione del campionato sovietico. La Dinamo Brest aveva un forte legame con la Dinamo Minsk, essendo ambedue i club affiliati alla società sportiva Dinamo: spesso la Dinamo Brest aveva in organico giovani calciatori della Dinamo Minsk.
Dal 1992, dopo l'indipendenza della Bielorussia dichiarata nel 1991, gioca nel sistema calcistico di questo paese. Ha sempre giocato in prima divisione. Ottenne il terzo posto al termine della Vyšėjšaja Liha 1992, la prima edizione di sempre del campionato bielorusso. Nel 2007 vinse il primo trofeo, la Coppa di Bielorussia, qualificandosi alla Coppa UEFA per la stagione 2007-2008, stagione d'esordio del club nelle competizioni UEFA per club.
Nel 2012 cambiò nome in FC Brest a causa di vicende legali sull'utilizzo del marchio Dinamo, reclamato dalla società sportiva Dinamo. La questione fu risolta alla fine dell'anno e nel 2013 la squadra tornò al nome Dynamo Brest, con la lettera y al posto della i nella traslitterazione latina. Nel 2017 vinse nuovamente la coppa nazionale, mentre nel 2018 vinse sia la Coppa che la Supercoppa di Bielorussia, vinta anche nel 2019. Nel 2019 il club di Brėst si è aggiudicato per la prima volta il campionato, ponendo fine a una serie di 13 successi consecutivi del BATĖ Borisov.

## Allenatori
- Ėduard Malafeeŭ (1977-1978)
- Ivan Ščëkin (1º gen 1985 - 31 dic 1986)
- Liudas Rumbutis (1º gen 1987 - 31 dic 1990)
- Jurij Kurnenin (1º gen 1991 - 31 dic 1992)
- Vladimir Hevarkjan (1º gen 1994 - 1º gen 1997)
- Viktor Sokol (giu-dic. 2001)
- Vjačaslaŭ Arušanaŭ (interim) (gen-apr. 2002)
- Andrėj Sasnicki (apr 2002 - 1º gen 2003)
- Aleh Syrakvaška (1º lug 2003 - 30 dic 2003)
- Viktors Ņesterenko (9 gen 2004 - 31 magg 2004)
- Vladimir Kurneŭ (1º giu 2004 - 30 nov 2004)
- Michail Marchel' (1º gen 2005 - 5 dic 2005)
- Sjarhej Baroŭski (6 dic 2005 - 31 dic 2006)
- Vladimir Hevarkjan (1º gen 2007 - 28 apr 2008)
- Vjačaslaŭ Arušanaŭ (interim) (29 apr 2008 - 11 giu 2008)
- Jaŭhen Tracjuk (12 giu 2008 - 5 ago 2009)
- Sjarhej Kaval'čuk (interim) (6 ago 2009 - 15 sett 2009)
- Jurij Puntus (16 sett 2009 - 2 lug 2011)
- Sjarhej Kaval'čuk (interim) (13 lug 2011 - 22 ago 2011)
- Sjarhej Kaval'čuk (23 ago 2011 - 8 lug 2012)
- Vladimir Kurneŭ (interim) (9 lug 2012 - 4 dic 2012)
- Vladimir Kurneŭ (5 dic 2012 - 20 sett 2013)
- Andrėj Prakapjuk (interim) (21 set 2013 - 24 sett 2013)
- Sjarhej Kaval'čuk (25 sett 2013 - 4 dic 2016)
- Uladzimir Žuravel' (4 dic 2016 - dic. 2017)
- Radoslav Látal (gen-mag. 2018)
- Sjarhej Kaval'čuk (mag.-giu. 2018)
- Aleksej Špilevskij (giu.-ago. 2018)
- Marcel Lička (ago. 2018-)

## Palmarès

### Competizioni nazionali
- Campionato bielorusso: 1

2019
- Coppa di Bielorussia: 3

2007, 2016-2017, 2017-2018
- Supercoppa di Bielorussia: 3

2018, 2019, 2020

### Altri piazzamenti
- Campionato bielorusso:

Terzo posto: 1992
- Coppa di Bielorussia:

Finalista: 2019-2020
Semifinalista: 1992, 1993-1994, 2001-2002, 2014-2015

## Statistiche e record

### Statistiche nelle competizioni UEFA
Tabella aggiornata alla fine della stagione 2018-2019.
| Competizione                  | Partecipazioni | G | V | N | P | RF | RS |
| ----------------------------- | -------------- | - | - | - | - | -- | -- |
| Coppa UEFA/UEFA Europa League | 3              | 8 | 1 | 3 | 4 | 12 | 16 |

### Risultati nelle competizioni UEFA per club
| Stagione | Competizione       | Turno                     | Avversario         | Casa | Trasferta | Somma |
| -------- | ------------------ | ------------------------- | ------------------ | ---- | --------- | ----- |
| 2007-08  | Coppa UEFA         | Primo turno preliminare   | Liepājas Metalurgs | 1-2  | 1-1       | 2-3   |
| 2017-18  | UEFA Europa League | Secondo turno preliminare | Altach             | 0-3  | 1-1       | 1-4   |

## Organico

### Rosa 2021
Aggiornata al marzo 2021.
| N. |                           | Ruolo | Calciatore          |
| -- | ------------------------- | ----- | ------------------- |
| 1  | Bielorussia (bandiera)    | P     | Artem Denisenko     |
| 3  | Costa d'Avorio (bandiera) | D     | Yann Emmanuel Affi  |
| 7  | Bielorussia (bandiera)    | C     | Valery Potorocha    |
| 8  | Bielorussia (bandiera)    | C     | Sjarhej Cichanoŭski |
| 9  | Ucraina (bandiera)        | A     | Stanislav Bilen'kyj |
| 10 | Bielorussia (bandiera)    | A     | Aleksandr Shestyuk  |
| 13 | Bielorussia (bandiera)    | D     | Artur Slabašėvič    |
| 16 | Bielorussia (bandiera)    | P     | Mikhail Kozakevich  |
| 17 | Bielorussia (bandiera)    | C     | Pavel Sjadz'ko      |
| 18 | Bielorussia (bandiera)    | D     | Uladzimir Shcherba  |
| 19 | Bielorussia (bandiera)    | C     | Dmitry Baiduk       |
| 20 | Bielorussia (bandiera)    | C     | Maksim Kavalchuk    |

| N. |                        | Ruolo | Calciatore            |
| -- | ---------------------- | ----- | --------------------- |
| 23 | Bielorussia (bandiera) | C     | Ėdhar Aljachnovič     |
| 24 | Bielorussia (bandiera) | D     | Vital' Hajdučyk       |
| 25 | Bielorussia (bandiera) | P     | Raman Stsyapanaw      |
| 27 | Nigeria (bandiera)     | A     | Mukhtar Sanusi        |
| 29 | Bielorussia (bandiera) | C     | Yaroslav Oreshkevich  |
| 32 | Bielorussia (bandiera) | D     | Vladislav Yasyukevich |
| 72 | Bielorussia (bandiera) | D     | Aljaksandr Paznjak    |
| 78 | Bielorussia (bandiera) | C     | Dmitry Sibilev        |
| 88 | Bielorussia (bandiera) | D     | Sjarhej Usenja        |
| 89 | Bielorussia (bandiera) | C     | Sergey Lynko          |
| 90 | Bielorussia (bandiera) | A     | Vasily Zhurnevich     |
| 95 | Slovacchia (bandiera)  | C     | Dávid Ivan            |

### Rosa 2020
Aggiornata al marzo 2020.
| N. |                        | Ruolo | Calciatore          |
| -- | ---------------------- | ----- | ------------------- |
| 1  | Bielorussia (bandiera) | P     | Syarhey Ignatovich  |
| 2  | Camerun (bandiera)     | D     | Gaby Kiki           |
| 3  | Portogallo (bandiera)  | D     | Dénis Duarte        |
| 5  | Bielorussia (bandiera) | C     | Kiryl Pyachenin     |
| 6  | Cina (bandiera)        | D     | Xuelei Ding         |
| 7  | Bielorussia (bandiera) | C     | Arcëm Bykaŭ         |
| 9  | Bielorussia (bandiera) | C     | Sjarhej Kryvec      |
| 10 | Ucraina (bandiera)     | A     | Arcëm Mileŭski      |
| 13 | Bielorussia (bandiera) | D     | Maksim Vitus        |
| 15 | Bielorussia (bandiera) | C     | Sjarhej Kisljak     |
| 19 | Ucraina (bandiera)     | C     | Oleksandr Nojok     |
| 21 | Bielorussia (bandiera) | D     | Aleh Veracila       |
| 22 | Bielorussia (bandiera) | D     | Aljaksandr Paŭlavec |

| N. |                        | Ruolo | Calciatore         |
| -- | ---------------------- | ----- | ------------------ |
| 23 | Bielorussia (bandiera) | A     | Jaŭhen Šaŭčėnka    |
| 27 | Bielorussia (bandiera) | A     | Kirill Polkhovskiy |
| 33 | Bielorussia (bandiera) | A     | Vsevolod Sadovsky  |
| 34 | Ucraina (bandiera)     | D     | Jevhen Chačeridi   |
| 35 | Bielorussia (bandiera) | P     | Pavel Paŭljučėnka  |
| 51 | Bielorussia (bandiera) | A     | Dzjanis Lapceŭ     |
| 62 | Bielorussia (bandiera) | C     | Michail Hardzejčuk |
| 72 | Bielorussia (bandiera) | C     | Maksim Lotysh      |
| 77 | Bielorussia (bandiera) | C     | Raman Juzapčuk     |
| 88 | Bielorussia (bandiera) | C     | Pavel Savicki      |
| 99 | Albania (bandiera)     | C     | Elis Bakaj         |
|    | Grecia (bandiera)      | D     | Giōrgos Katsikas   |
|    | Bielorussia (bandiera) | C     | Maksim Kavalchuk   |

### Rosa 2017
| N. |                        | Ruolo | Calciatore            |
| -- | ---------------------- | ----- | --------------------- |
| 1  | Bielorussia (bandiera) | P     | Vladislav Kuzhal      |
| 4  | Bielorussia (bandiera) | D     | Alyaksey Hawrylovich  |
| 5  | Bielorussia (bandiera) | D     | Andrėj Lebedzeŭ       |
| 6  | Bielorussia (bandiera) | C     | Kirill Premudrov      |
| 7  | Spagna (bandiera)      | C     | Borja Docal           |
| 8  | Bielorussia (bandiera) | C     | Mikita Bukatkin       |
| 9  | Bielorussia (bandiera) | C     | Alyaksandr Dzyameshka |
| 10 | Bielorussia (bandiera) | A     | Raman Vasiljuk        |
| 11 | Ghana (bandiera)       | C     | Saliw Babawo          |
| 13 | Bielorussia (bandiera) | D     | Maksim Vitus          |
| 16 | Bielorussia (bandiera) | D     | Dzimitryj Alisejka    |
| 17 | Bielorussia (bandiera) | C     | Pavel Sjadz'ko        |
| 18 | Bielorussia (bandiera) | A     | Dzmitryj Mazaleŭski   |
| 20 | Ghana (bandiera)       | A     | Joel Fameyeh          |
| 21 | Bielorussia (bandiera) | D     | Aleh Veracila         |
| 23 | Argentina (bandiera)   | C     | Leandro Torres        |
| 25 | Bielorussia (bandiera) | A     | Kirill Kirilenko      |

| N. |                        | Ruolo | Calciatore         |
| -- | ---------------------- | ----- | ------------------ |
| 31 | Bielorussia (bandiera) | C     | Maksim Chizh       |
| 32 | Ucraina (bandiera)     | A     | Arcëm Mileŭski     |
| 35 | Bielorussia (bandiera) | P     | Vladislav Khvin    |
| 46 | Bielorussia (bandiera) | C     | Aljaksej Ljahčylin |
| 50 | Francia (bandiera)     | C     | Junior Etoundi     |
| 65 | Romania (bandiera)     | D     | Adrian Avrămia     |
| 67 | Francia (bandiera)     | P     | Jérémy Malherbe    |
| 85 | Brasile (bandiera)     | C     | Nivaldo            |
| 88 | Bielorussia (bandiera) | C     | Dmitry German      |
| 95 | Bielorussia (bandiera) | C     | Dzmitry Barysaw    |
| 97 | Bielorussia (bandiera) | D     | Alyaksey Ivanow    |
| 99 | Nigeria (bandiera)     | C     | Chidi Osuchukwu    |
|    | Bielorussia (bandiera) | P     | Artem Denisenko    |
|    | Bielorussia (bandiera) | D     | Denis Samosyuk     |
|    | Bielorussia (bandiera) | C     | Dmitry Fedortsov   |
|    | Bielorussia (bandiera) | P     | Konstantin Rudenok |
|    | Bielorussia (bandiera) | C     | Pavel Njachajčyk   |

### Rosa 2012
| N. |                        | Ruolo | Calciatore               |
| -- | ---------------------- | ----- | ------------------------ |
| 1  | Bielorussia (bandiera) | P     | Andrey Klimovich         |
| 2  | Bielorussia (bandiera) | C     | Juryj Kendyš             |
| 3  | Bulgaria (bandiera)    | D     | Ljuben Nikolov           |
| 4  | Bielorussia (bandiera) | D     | Jaŭhen Klapocki          |
| 5  | Georgia (bandiera)     | C     | Otar Chapidze            |
| 6  | Bielorussia (bandiera) | D     | Ihar Burko               |
| 7  | Bielorussia (bandiera) | C     | Andrėj Salavej           |
| 8  | Giappone (bandiera)    | C     | Minori Satō              |
| 9  | Serbia (bandiera)      | A     | Jovan Damjanović         |
| 10 | Georgia (bandiera)     | A     | Ucha Gogoladze           |
| 11 | Bielorussia (bandiera) | C     | Alyaksandr Matsyukhevich |
| 12 | Bielorussia (bandiera) | P     | Alyaksandr Nyachayew     |
| 13 | Bielorussia (bandiera) | C     | Alyaksandr Talkanitsa    |
| 15 | Bielorussia (bandiera) | D     | Uladzimir Shcherba       |
| 16 | Bielorussia (bandiera) | C     | Kirill Premudrov         |
| 17 | Bielorussia (bandiera) | C     | Mikhail Kolyadko         |

| N. |                        | Ruolo | Calciatore           |
| -- | ---------------------- | ----- | -------------------- |
| 18 | Moldavia (bandiera)    | D     | Alexei Goncearov     |
| 20 | Bielorussia (bandiera) | A     | Mikalaj Sihnevič     |
| 21 | Bielorussia (bandiera) | C     | Alyaksey Krawchanka  |
| 22 | Ucraina (bandiera)     | D     | Yuriy Druchyk        |
| 24 | Bielorussia (bandiera) | C     | Aljaksandr Perapečka |
| 25 | Bielorussia (bandiera) | A     | Alyaksey Pyatrow     |
| 26 | Bielorussia (bandiera) | P     | Filip Vaytekhovich   |
| 30 | Bielorussia (bandiera) | C     | Andrey Shamruk       |
| 31 | Georgia (bandiera)     | C     | Data Sitchinava      |
| 33 | Bielorussia (bandiera) | P     | Konstantin Rudenok   |
| 80 | Nigeria (bandiera)     | C     | Simon Ogar           |
| 91 | Ucraina (bandiera)     | D     | Serhiy Semenyuk      |
|    | Bielorussia (bandiera) | C     | Vadzim Kurlovich     |
|    | Bielorussia (bandiera) | C     | Sergey Vabishchevich |
|    | Bielorussia (bandiera) | C     | Stanislav Klimenko   |
|    | Bielorussia (bandiera) | A     | Syarhey Halowchyk    |

### Rose delle stagioni precedenti
- 2011